# Otto Scheltus van Leusden
Otto Scheltus, heer van Leusden (gedoopt Amersfoort, 27 maart 1764 - Amersfoort, 15 april 1837) was een Nederlandse burgemeester.

## Loopbaan
Scheltus (of: Scheltus van Leusden) kwam uit een bestuurdersfamilie; zijn vader Isaac was schout in Leusden en burgemeester in Amersfoort en zijn grootvader Otto was baljuw en burgemeester in Schoonhoven. Zoon Carel van Diepenheim Scheltus zou later burgemeester van Leusden worden. De toevoeging Van Leusden bij de achternaam komt voort uit het bezit van de ambachtsheerlijkheid Leusden. Scheltus trouwde in 1791 in Leusden met Sophia Geertruida van Coeverden en later met Catharina van Velp.
Scheltus was in Leusden commissaris voor de inning van de honderdste penning (1794) en schout (1795). In 1804 werd hij schout en vanaf 1812 was hij een van het drietal burgemeesters van Amersfoort. Toen het driemanschap in 1823 werd afgeschaft, bleef hij aan als enige burgemeester. Hij was daarnaast hoogheemraad en dijkgraaf van het Hoogheemraadschap van de Bunschoter Veen- en Veldendijk. Hij overleed op 73-jarige leeftijd. In 1914 werd in Amersfoort een straat naar hem vernoemd.